# Ittys multiciliatus
Ittys multiciliatus is een vliesvleugelig insect uit de familie Trichogrammatidae. De wetenschappelijke naam is voor het eerst geldig gepubliceerd in 2001 door Lou & Wang.